# Viola (Wisconsin)
Viola ist eine Gemeinde (mit dem Status „Village“) im Vernon County und zu einem kleineren Teil im Richland County im US-amerikanischen Bundesstaat Wisconsin. Im Jahr 2010 hatte Viola 699 Einwohner.

## Geografie
Viola liegt im Südwesten Wisconsins am Kickapoo River, einem rechten Nebenfluss des in den Mississippi mündenden Wisconsin River. Der am Mississippi gelegene Schnittpunkt der drei Bundesstaaten Minnesota, Iowa und Wisconsin befindet sich 57 km westlich. 
Viola liegt in der Driftless Area genannten eiszeitlich geformten Region, die sich über das südöstliche Minnesota, das südwestliche Wisconsin, das nordöstliche Iowa und das äußerste nordwestliche Illinois erstreckt. Bei der letzten Eiszeit, der so genannten Wisconsin Glaciation, blieb die Region eisfrei, sodass sich die Flusstäler auch während dieser Zeit tiefer in das Plateau einschneiden konnten.
Die geografischen Koordinaten von Viola sind 43°30′27″ nördlicher Breite und 90°40′13″ westlicher Länge. Das Gemeindegebiet erstreckt sich über eine Fläche von 2,64 km². 
Nachbarorte von Viola sind La Farge (10 km nordnordöstlich), Yuba (25,1 km östlich), Readstown (11,7 km südwestlich) und Viroqua (20,9 km westnordwestlich).
Die nächstgelegenen größeren Städte sind La Crosse (70 km nordwestlich), Wisconsins Hauptstadt Madison (131 km ostsüdöstlich), Rockford in Illinois (234 km südöstlich), die Quad Cities in Iowa und Illinois (250 km südlich) und Cedar Rapids in Iowa (251 km südsüdwestlich).

## Verkehr
Im Zentrum von Viola kreuzt der in Nord-Süd-Richtung verlaufende Wisconsin State Highway 131 den von West nach Ost führenden Wisconsin State Highway 56. Alle weiteren Straßen sind untergeordnete Landstraßen, teils unbefestigte Fahrwege sowie innerörtliche Verbindungsstraßen.
Die nächsten Flughäfen sind der La Crosse Regional Airport (80,7 km nordwestlich), der Dubuque Regional Airport in Dubuque, Iowa (148 km südlich) und der Dane County Regional Airport in Wisconsins Hauptstadt Madison (139 km ostsüdöstlich).

## Bevölkerung
Nach der Volkszählung im Jahr 2010 lebten in Viola 699 Menschen in 279 Haushalten. Die Bevölkerungsdichte betrug 264,8 Einwohner pro Quadratkilometer. In den 279 Haushalten lebten statistisch je 2,51 Personen. 
Ethnisch betrachtet setzte sich die Bevölkerung zusammen aus 98,6 Prozent Weißen, 0,6 Prozent Afroamerikanern sowie 0,3 Prozent aus anderen ethnischen Gruppen; 0,6 Prozent stammten von zwei oder mehr Ethnien ab. Unabhängig von der ethnischen Zugehörigkeit waren 0,6 Prozent der Bevölkerung spanischer oder lateinamerikanischer Abstammung. 
27,2 Prozent der Bevölkerung waren unter 18 Jahre alt, 55,9 Prozent waren zwischen 18 und 64 und 16,9 Prozent waren 65 Jahre oder älter. 52,1 Prozent der Bevölkerung war weiblich.

Das mittlere jährliche Einkommen eines Haushalts lag bei 36.964 USD. Das Pro-Kopf-Einkommen betrug 18.228 USD. 8,2 Prozent der Einwohner lebten unterhalb der Armutsgrenze.